# Toccopola
Toccopola – miasto w Stanach Zjednoczonych, w stanie Missisipi, w hrabstwie Pontotoc.